# Colistium guntheri
Colistium guntheri är en fiskart som först beskrevs av Hutton, 1873.  Colistium guntheri ingår i släktet Colistium och familjen flundrefiskar. Inga underarter finns listade i Catalogue of Life.